# 최치원기념관 (중국)
최치원기념관은 신라 말기 문신인 최치원(崔致遠, 857년 ~ 908년 이후)을 기리기 위한 기념관으로 중화인민공화국 장수성 양주시에 2007년에 건립되었다.
최치원기념관 입구의 최치원 백옥 조각상
최치원기념관 崔致远纪念堂 Cui Zhiyuan Memorial Hall은 중국 장쑤성 양저우에 위치하고 있으며, 한때 양주 공무원이었던 신라 학자 최치원을 기념하기 위해 지어졌으며, 중국 내무부 외교부가 승인한 최초의 외국 유명 기념관이다 [1]. 기념관의 총 건축 비용은 약 2천만 위안이며 [2], 프로젝트의 첫 번째 단계는 2007년 10월 15일에 완료되었다 [1].
최치원기념관은 양주 당성유적박물관과 인접한 양주시의 시유적지의 남서쪽 모퉁이에 있다. 당위성唐衙城은 당나라 회남절도사淮南节度使 주재소 자리이었다. 최치원은 한때 이곳에서 일했다. 그의 대표작인 <<계원필경집>>도 여기에서 편집되어 발간되었다.
| 목록 역사 건축 영향 참고 문헌 참조 |

역사
연화각 2층에 있는 최치원의 역사 자료 전시장 입구
최치원전시관 Cui Zhiyuan Memorial Hall은 2000년 양주당성유적박물관의 관장 겸 당지부서기, 장쑤성 박물관학회 이사 및 양주 유명 도시 연구소 협회 이사 동학방 董学芳 Dong Xuefang 씨 등이 처음으로 건립을 제안했다.[1]
2001년 양주당성유적지 박물관은 "연화각(Yanhe Pavilion)"에 "신라 최치원(Silla-Cui Zhiyuan)과 양저우 (Yangzhou)의 친선 사절"의 역사적 자료를 전시하고 최치원이 봉사하고 살았던 유적지를 복원했다. 발굴 장소를 포함하여 한중 관계 사이트에 기념비가 새겨져 있다. 연화각은 당나라 말에 회남절도사 고병 (高駢, Gao Pian)이 지은 "연화각"이라는 이름으로 1980년에 지어졌으며 최치원은 "谢示延和阁记碑状"라는 기사를 썼다. 역사 자료의 전시는 "개방적 당왕조", "당나라 유학", "회남에서 일하기" 및 "의금영귀"의 네 부분으로 구성되어 있다.
최치원의 사상, 문학, 예술, 시 및 당나라와 양주에서의 업적에 대해 포괄적으로 소개하고 있다. 한국사회과학원 김준엽 이사장이 최치원기념관 전시홀의 이름을 썼다. 양주 인민 정부, 양주대학교와 한국 성균관대학교는 양주대학교에 "최치원과 한중관계 연구센터"를 설립했다. 그 이후 양주와 한국의 문화 교류가 더 빈번해졌다. [1]
외국 유명인을 위한 기념관이므로 건설 계획을 중국 외무부에 제출하여 승인을 받아야 했다. 단계별보고 후, 장쑤성 외교부와 외무부는 현장 검사 및 시연을 위해 특별 검사팀을 보냈다. 2005년 10월 외교부는 양주에 최치원기념관의 설립을 승인했다. 2006년 10월, 기념관의 첫 번째 단계 건설은 2007년 양저우의 주요 건설 프로젝트로 시작되었다. 2007년 4월, 중국 국무원의 웬 자오 바오 (Wen Jiabao) 총리는 한국을 방문하는 동안 "신라 학자 최치원은 중국 양주에서 오랫동안 살면서 일해 왔으며, 유명한 문집≪계원필경≫을 남겼다“고 말했다. 같은 해 10월 15일에 최치원기념관의 1기 공정이 준공되어 문을 열었다.
건축
최치원기념관
최치원기념관2층전시실
최치원기념비각
최치원기념관은 18.579 에이커의 면적을 차지하며, 기념관, 기념비각, 중한우정비각 및 회랑, 및 연구센터로 구성되어 있다 [1] [2]. 기념비 파빌리온에는 "신라의 최치원 기념비"가 새겨진 비석이 세워져 있다. 기념관 1 층에 있는 동상은 최치원의 흰 대리석 조각상으로, 부산의 "최치원 기념 프로젝트 추진위원회"가 기증하여 세워졌다. [1] [3]. 최치원의 중요한 역사를 반영한 3 개의 대규모 전통 공예 벽화인 "경주 고향", "서쪽 창안을 바라다", "양저우 승리"등이 기념관에 걸려있다. 기념관 2층은 "한중 협력의 유망한 중남 친 교류 특별전"전시회로, "중국과 한국의 오랜 역사를 가진 우정"과 "한중 친선의 새로운 시대"두 부분으로 나뉜다. [1] 기념관은 양저우 건축 디자인 연구소 가 설계하였으며 [2], 고대 당나라 유적지와 "최치원 "정원의 형태와 스타일을 통합  웅장하고 멋진 당나라 스타일의 건축 양식을 채택했다 [1].
양주 당성고대 유적내 회남절도사위서유적지에는 최치원의 유적과 그가 살고 일했던 곳에 유명한 역사가와 서예가가 쓴 기념물이 있다. 송나라의 고려관유전지, 고려 청자 발굴지 등 한-중 한반도 유적지 등도 중일 교류 기념비에 새겨져있다.
영향
최치원기념관l의 건설은 양주와 한국 사이의 문화 및 경제 교류를 크게 촉진시켰으며, 많은 한국 관광객들이 관광을 위해 양주를 방문하였다. 2006년, 한국 전 총리이자 새마을운동중앙회 이수성회장과 21세기 한중 교류협회 김한규회장은 한국 대표단을 이끌고 양주를 방문했다 [5]. 양주시는 한국 투자의 핫스팟이 되었다 [6]
[7] [4].
참고 문헌
중한우의비각
1. 원문:중국어위키백과 “崔致远纪念堂” 2017년 5월 6일 02:48의 자료 사용
2. Dong Xuefang 董学芳. 제1최초의 외국유명인 기념관 -최치원기념관 건축의 계획과 실행. ≪동남 문화≫ 2010년 3월 |
3. Chen Yue 陈跃. 최치원기념관의 건축은 어제 시작되었다. 양주일보 .2006-10-16.
4. Yang Le 杨乐. 최치원기념관의 비하인드 스토리를 들어 보셨습니까? "양주일보".2016-11-25.
5. Dong Xuefang 董学芳. 관광 국제화의 도시 특성 : 최치원기념관을 예로 들어 한국의 관광을 예로 들어 설명 "도시 기능" 2010년 6월 6일.
6. 한국이수성 전 총리 양주시 내방 "양주일보" 2006-04-11.
7. Wang Ping 王屏. 왜 양저우에 한국 투자가 뜨거운가 국제 비즈니스 매일 2005-10-20.
8. Feng Xinsheng  冯新生. 양주는 국제 관광 시장에 매진한다 China Tourism News. 2008-0